# La Salvetat-Peyralès
La Salvetat-Peyralès település Franciaországban, Aveyron megyében. Lakosainak száma 1001 fő (2022. január 1.). La Salvetat-Peyralès La Capelle-Bleys, Castelmary, Lescure-Jaoul, Pradinas, Rieupeyroux, Tayrac, Le Bas-Ségala, Jouqueviel és Mirandol-Bourgnounac községekkel határos.

## Népesség
A település népessége az elmúlt években az alábbi módon változott:
| Lakosok száma | 1672 | 1311 | 1162 | 1067 | 983  | 976  | 976  | 982  | 989  | 1001 |
|               | 1968 | 1982 | 1990 | 2006 | 2013 | 2015 | 2017 | 2019 | 2020 | 2022 |